# Браян Томпсон
Бра́ян То́мпсон (англ. Brian Thompson; нар. 28 серпня 1959) — американський актор.

## Біографія
Браян Томпсон народився 28 серпня 1959 року в місті Елленсбург, штат Вашингтон, в сім'ї вчителів, в якій було шість дітей. Інтерес до акторства у Браяна виявився в старших класах, коли він зіграв роль російського хореографа Бориса в шкільному спектаклі «You Can't Take It With You». Закінчивши школу, Браян вступив до Центрального університету штату Вашингтон, де спеціалізувався в галузі бізнесу й менеджменту. Потім він закінчив Каліфорнійський університет зі ступенем «магістр мистецтв». Браян Томпсон весь час ходив на кастинги і зрештою влаштувався на роботу в театрі, де мало не відразу ж отримав головну роль у виставі «Король і я».

## Кар'єра
У 1984 році Браян Томпсон отримав першу кінороль у фантастичному фільмі режисера Джеймса Камерона «Термінатор», де йому випала честь зіграти з самим Арнольдом Шварцнеггером. 1986 року актор-початківець разом із Сільвестром Сталлоне знявся в картині «Кобра». У 1990 році режисер Шелдон Леттіч запросив Браяна Томпсона на одну з провідних ролей у фільмі «Самоволка», де його колегами на знімальному майданчику стали актори: Жан Клод Ван Дам, Гаррісон Пейдж і Дебора Реннард. Помітною стала поява актора в кримінальній драмі «Честь і лють», що вийшла на екрани в 1992 році. Браян Томпсон взяв активну участь у великому голлівудському проекті під назвою «Зоряний шлях». Він зіграв ролі в таких серіях, як «Зоряний шлях: Глибокий Космос 9», «Зоряний шлях 7: Покоління», «Зоряний шлях: Ентерпрайз».

## Особисте життя
Браян Томпсон одружений з Ізабеллою Масторакі, з якою виховує двох дітей — сина Джордана і дочку Дафну. Разом із сім'єю живе в Лос-Анджелесі.

## Фільмографія
| Рік       |    | Українська назва                     | Оригінальна назва                              | Роль                             |
| --------- | -- | ------------------------------------ | ---------------------------------------------- | -------------------------------- |
| 1984      | ф  | Гардкасл і МакКормік                 | Hardcastle and McCormick                       | поліцейський                     |
| 1984      | ф  | Термінатор                           | The Terminator                                 | панк                             |
| 1984      | тф | Фатальне бачення                     | Fatal Vision                                   | лейтенант Гаррісон               |
| 1985      | ф  | Вуличний яструб                      | Street Hawk                                    | панк                             |
| 1985      | тф | Інший світ                           | Otherworld                                     | D.I. 2                           |
| 1985      | с  | Детективне агентство «Місячне сяйво» | Moonlighting                                   | людина Саймона                   |
| 1985      | с  | Наша сімейна честь                   | Our Family Honor                               |                                  |
| 1985      | с  | Лицар доріг                          | Knight Rider                                   | Курт                             |
| 1985      | с  | Тиждень комедії Джорджа Бернса       | George Burns Comedy Week                       |                                  |
| 1986      | ф  | Кобра                                | Cobra                                          | Нічний Тесак                     |
| 1986      | ф  | Три аміго                            | ¡Three Amigos!                                 | інший друг німця                 |
| 1987      | ф  | Лови поліцейського                   | Catch the Heat                                 | Денні Бой                        |
| 1987      | ф  | Взвод коммандос                      | Commando Squad                                 | Клінт Дженсен                    |
| 1987      | ф  | Ти зі мною говориш?                  | You Talkin' to Me?                             | Джеймс                           |
| 1987      | с  | Фелкон Хрест                         | Falcon Crest                                   | Гопкінс                          |
| 1987—1988 | с  | Перевертень                          | Werewolf                                       | Ніколас Ремі                     |
| 1988      | с  | Щось не звідси                       | Something Is Out There                         | Едді                             |
| 1988      | тф |                                      | Favorite Son                                   | Петерсон                         |
| 1988      | ф  | Передай патрони                      | Pass the Ammo                                  | Кенні Гамільтон                  |
| 1988      | ф  | Чарівна миля                         | Miracle Mile                                   | Power Lifter                     |
| 1988      | ф  | Ніч страху 2                         | Fright Night Part 2                            | Брозворт                         |
| 1988      | ф  | Нація прибульців                     | Alien Nation                                   | Трент Портер                     |
| 1989      | ф  | Три втікача                          | Three Fugitives                                | другий бандит                    |
| 1989      | с  | Зоряний шлях: Наступне покоління     | Star Trek: The Next Generation                 | Клег                             |
| 1990      | с  | Нація прибульців (телесеріал)        | Alien Nation                                   | Пітер Реббіт                     |
| 1990      | ф  | Місяць-44                            | Moon 44                                        | Джек О'Ніл                       |
| 1990      | ф  | Самоволка                            | Lionheart                                      | Расселл                          |
| 1990      | ф  | Нічне прокляття                      | Nightwish                                      | Дін                              |
| 1990      | ф  | Під покровом ночі                    | In the Cold of the Night                       | Філ                              |
| 1990      | ф  | Найняті для вбивства                 | Hired to Kill                                  | Френк Раян                       |
| 1990      | тф | Після шоку                           | After the Shock                                | Том                              |
| 1991      | тф | Сова                                 | The Owl                                        | бармен                           |
| 1991      | с  | Суперхлопчик                         | Superboy                                       | Голем                            |
| 1991      | ф  | Життя лайно                          | Life Stinks                                    | Мін Віктор                       |
| 1991      | ф  | Тед і Венера                         | Ted & Venus                                    | Герб                             |
| 1992      | ф  | Доктор Мордрід                       | Doctor Mordrid                                 | Кабал                            |
| 1992      | ф  | Гола правда                          | The Naked Truth                                | Бруно                            |
| 1992      | ф  | Честь і лють                         | Rage and Honor                                 | Конрад Драго                     |
| 1992      | с  | Відступник                           | Renegade                                       | Отто в Рено                      |
| 1993      | с  |                                      | Key West                                       | шериф Коді                       |
| 1993      | с  | Вокер, техаський рейнджер            | Walker, Texas Ranger                           | Лео Кале                         |
| 1993—1996 | с  | Зоряний шлях: Глибокий космос 9      | Star Trek: Deep Space Nine                     | Toman'torax / Inglatu            |
| 1994      | ф  | Зоряний шлях: Покоління              | Star Trek: Generations                         | Клінгон Гелм                     |
| 1995—2000 | с  | Цілком таємно                        | The X Files                                    | прибулець, мисливець за головами |
| 1995      | с  | Геркулес: Легендарні подорожі        | Hercules: The Legendary Journeys               | Гот Варвар                       |
| 1996      | с  | Клан вампірів                        | Kindred: The Embraced                          | Едді Фіорі                       |
| 1996      | с  | Дивовижна наука                      | Weird Science                                  | Бліцкрігер                       |
| 1996      | ф  | Серце дракона                        | DragonHeart                                    | Брок                             |
| 1997      | ф  | Смертельна битва: Знищення           | Mortal Kombat: Annihilation                    | Шао Кан                          |
| 1997      | в  | Ідеальна ціль                        | Perfect Target                                 | майор Окнард                     |
| 1997      | тф | Вишибали                             | Bouncers                                       | Віктор                           |
| 1997      | тф | Опікун                               | The Guardian                                   | Честер Кальвано                  |
| 1997—1998 | с  | Баффі — переможниця вампірів         | Buffy the Vampire Slayer                       | Суддя / Люк                      |
| 1998      | с  | Сім днів                             | Seven Days                                     | капітан Каррі                    |
| 1998      | с  | Поліція Нью-Йорка                    | NYPD Blue                                      | Тодд                             |
| 1999      | с  | Солдати вдачі                        | Soldier of Fortune, Inc.                       | Кіні                             |
| 1999      | с  | Хрестовий похід                      | Crusade                                        | Роберт Блейк                     |
| 1999      | с  | Рятівники Малібу                     | Baywatch                                       | Портер                           |
| 2000      | с  | VIP                                  | V.I.P.                                         | Томас Бинфорд Шаклі              |
| 2000—2003 | с  | Усі жінки — відьми                   | Charmed                                        | Кронус / військовий              |
| 2000      | вг | Soldier of Fortune                   | Soldier of Fortune                             | Сейбер                           |
| 2000      | тф | Ясон та аргонавти                    | Jason and the Argonauts                        | Геркулес                         |
| 2000      | ф  | Якщо завтра настане                  | If Tomorrow Comes                              | Серджіо                          |
| 2001      | ф  | Пригоди Джо Замазури                 | Joe Dirt                                       | Буффало Боб                      |
| 2001      | ф  | Таємниця ордену                      | The Order                                      | Сайрус Джейкоб                   |
| 2001      | тф | Епоха                                | Epoch                                          | капітан Тавер                    |
| 2002      | с  | Хижі пташки                          | Birds of Prey                                  | Кроулер                          |
| 2003      | с  | Карен Сіско                          | Karen Sisco                                    | співкамерник Маклеода            |
| 2003      | тф | Епоха: Еволюція                      | Epoch: Evolution                               | Тауер                            |
| 2004      | с  | Морська поліція: Спецпідрозділ       | NCIS: Naval Criminal Investigative Service     | Вінс Наттер                      |
| 2005      | с  | Зоряний шлях: Ентерпрайз             | Enterprise                                     | адмірал Велдор                   |
| 2006      | ф  | Скарби Тілламук                      | The Tillamook Treasure                         | Джиммі Кімбелл                   |
| 2007      | ф  |                                      | Flight of the Living Dead: Outbreak on a Plane | Кевін                            |
| 2007      | ф  | Кулак воїна                          | Lesser of Three Evils                          | Макс                             |
| 2007      | ф  | Останнє право                        | El último justo                                | Шейн                             |
| 2009      | в  | Печера дракона                       | Dragonquest                                    | Кирилл                           |
| 2009      | с  | Чак                                  | Chuck                                          | Кліфф                            |
| 2009      | с  |                                      | Emissary                                       |                                  |
| 2010      | кф |                                      | Whatdogsee                                     | страхітливий бойфренд            |
| 2011      | ф  |                                      | The Arcadian                                   | Агмундр                          |
| 2011      | ф  | Темні ігри                           | Dark Games                                     | детектив Джо Граймс              |
| 2011      | тф | Різдвяний роман                      | Love's Christmas Journey                       | Касс                             |
| 2012      | кф | Дух зубних протезів                  | Spirit of a Denture                            | Джаспер Кроу                     |
| 2012      | с  | Секс і Каліфорнія                    | Californication                                | містер Скарі                     |
| 2012      | с  | Фанатські війни                      | Fan Wars                                       | Джарор                           |
| 2013      | с  | Сприйняття                           | Perception                                     | Вернон Гілл                      |
| 2014      | с  | Гаваї 5.0                            | Hawaii Five-0                                  | детектив Ніколас Круз            |
| 2014      | ф  | Удержимі                             | The Extendables                                | Варделл Дюсельдорфер             |
| 2017      | с  | Орвілл                               | The Orville                                    | Дроген                           |
| 2021      | ф  | Макбет                               | The Tragedy of Macbeth                         | вбивця                           |